# Paul Berlenbach
Paul Berlenbach est un boxeur américain né le 18 février 1901 à New York et mort le 30 septembre 1985.

## Carrière
Il devient champion du monde des poids mi-lourds le 30 mai 1925 aux dépens de l'irlandais Mike McTigue.
Il défend son titre en battant Jimmy Slattery par arrêt de l'arbitre à la 11e reprise le 11 septembre 1925 puis le canadien Jack Delaney le 11 décembre (victoire aux points en 15 rounds) et son compatriote Young Stribling le 10 juin 1926. Berlenbach est détrôné au Madison Square Garden de New York par Delaney le 16 juillet 1926 lors de leur 3e combat. Il mettra un terme à sa carrière en 1933.

## Distinctions
- Paul Berlenbach est élu boxeur de l'année en 1925 par Ring Magazine.
- Il est membre de l'International Boxing Hall of Fame depuis 2001[3].